# Creissels
Pour les personnes, voir Denis Creissels et Paul Creyssel.
Cet article possède un paronyme, voir Crécelle.
Creissels ou Creyssel nom ancien (Creissèls en occitan) est une commune française, située dans le département de l’Aveyron en région Occitanie.
La majorité du viaduc de Millau est situé sur la commune. Le patrimoine architectural de la commune comprend un immeuble protégé au titre des monuments historiques : la ferme de Bel-Air, inscrite en 1994.

## Géographie

### Localisation
Le territoire de la commune matérialise une fraction sud du Massif central. Il s'étend sur une partie du causse du Larzac et ses contreforts, comprend une partie de la vallée de la rivière Tarn qui borde le bourg.

### Communes limitrophes
Les communes limitrophes sont  Comprégnac, La Bastide-Pradines, Lapanouse-de-Cernon, Millau et Saint-Georges-de-Luzençon.

### Hydrographie

#### Réseau hydrographique

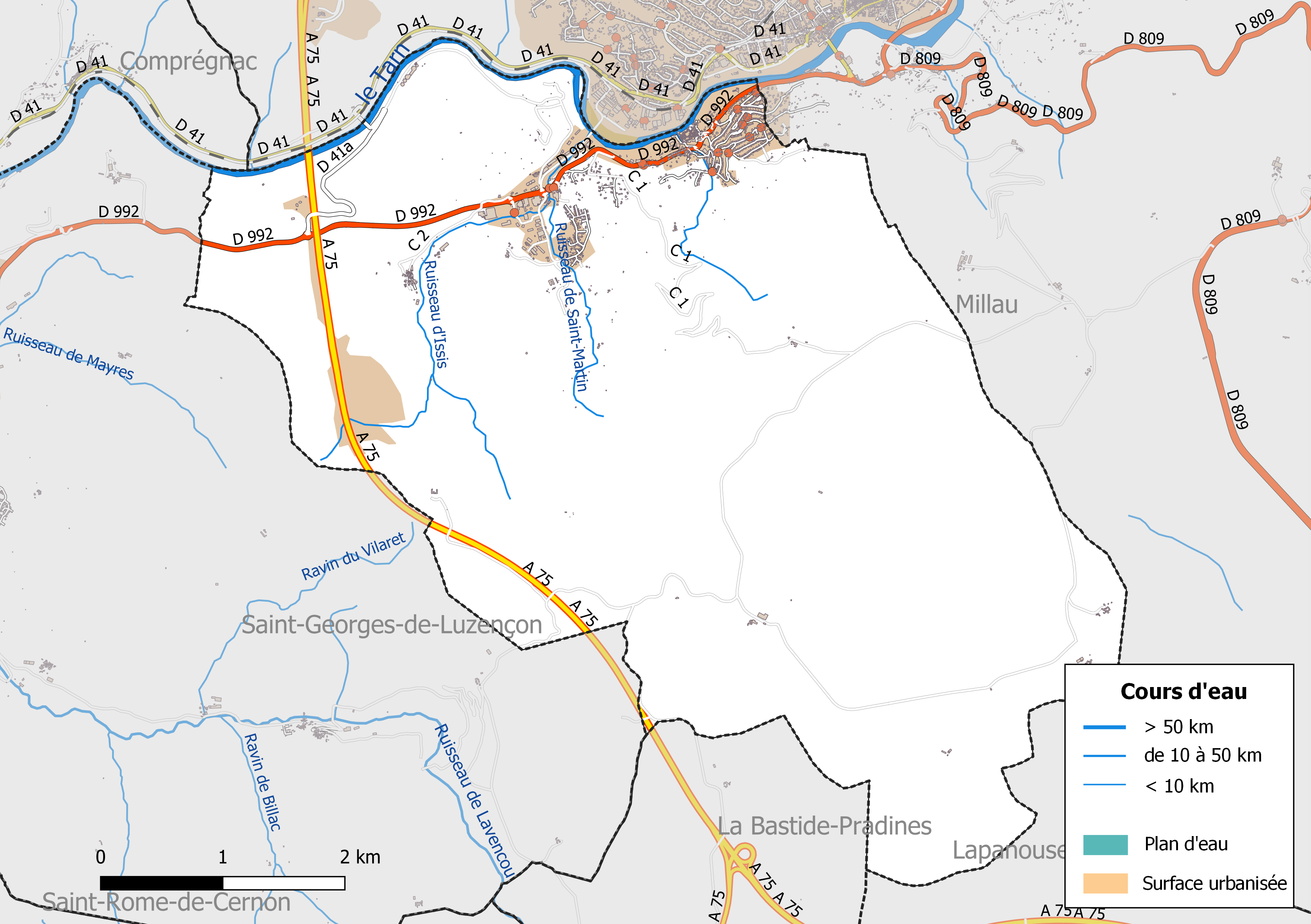
Réseaux hydrographique et routier de Creissels.

La commune est drainée par le Tarn, le ruisseau de Saint-Martin, le ruisseau d'Issis et par divers petits cours d'eau.
Le Tarn, d'une longueur totale de 380,2 km, prend sa source dans la commune de Pont de Montvert - Sud Mont Lozère (48) et se jette  dans la Garonne à Saint-Nicolas-de-la-Grave (82), après avoir arrosé 99 communes.

#### Gestion des cours d'eau
Afin d’atteindre le bon état des eaux imposé par la Directive-cadre sur l'eau du 23 octobre 2000, plusieurs outils de gestion intégrée s’articulent à différentes échelles pour définir et mettre en œuvre un programme d’actions de réhabilitation et de gestion des milieux aquatiques : le SDAGE (Schéma directeur d'aménagement et de gestion des eaux), à l’échelle du bassin hydrographique, et le SAGE (Schéma d'aménagement et de gestion des eaux), à l’échelle locale. Ce dernier fixe les objectifs généraux d’utilisation, de mise en valeur et de protection quantitative et qualitative des ressources en eau superficielle et souterraine. Trois SAGE sont mis en oeuvre dans le département de l'Aveyron.
La commune fait partie du SAGE Tarn amont, approuvé le 15 décembre 2015, au sein du SDAGE Adour-Garonne. Le territoire de ce SAGE concerne une partie des bassins du Tarn de l’Aveyron et de l’Agout. Il couvre 69 communes, sur trois départements (Aveyron, Gard et Lozère) et deux régions, pour une superficie de 2 700 km2,. Le pilotage et l’animation du SAGE et du contrat de rivière du Tarn-amont associé sont assurés par le Syndicat mixte du bassin versant du Tarn-amont (SMBVTAM), qualifié de « structure porteuse ». Cet organisme a été créé le 1er avril 2018 et est constitué de neuf communautés de communes.

### Climat
Pour des articles plus généraux, voir Climat de l'Occitanie et Climat de l'Aveyron.
En 2010, le climat de la commune est de type climat des marges montargnardes, selon une étude s'appuyant sur une série de données couvrant la période 1971-2000. En 2020, Météo-France publie une typologie des climats de la France métropolitaine dans laquelle la commune est exposée à un climat de montagne et est dans la région climatique Sud-est du Massif Central, caractérisée par une pluviométrie annuelle de 1 000 à 1 500 mm, minimale en été, maximale en automne.
Pour la période 1971-2000, la température annuelle moyenne est de 12,1 °C, avec une amplitude thermique annuelle de 16,1 °C. Le cumul annuel moyen de précipitations est de 1 175 mm, avec 10,4 jours de précipitations en janvier et 4,7 jours en juillet. Pour la période 1991-2020, la température moyenne annuelle observée sur la station météorologique la plus proche, située sur la commune de Millau à 2 km à vol d'oiseau, est de 11,2 °C et le cumul annuel moyen de précipitations est de 713,2 mm,. Pour l'avenir, les paramètres climatiques de la commune estimés pour 2050 selon différents scénarios d'émission de gaz à effet de serre sont consultables sur un site dédié publié par Météo-France en novembre 2022.

### Paysages

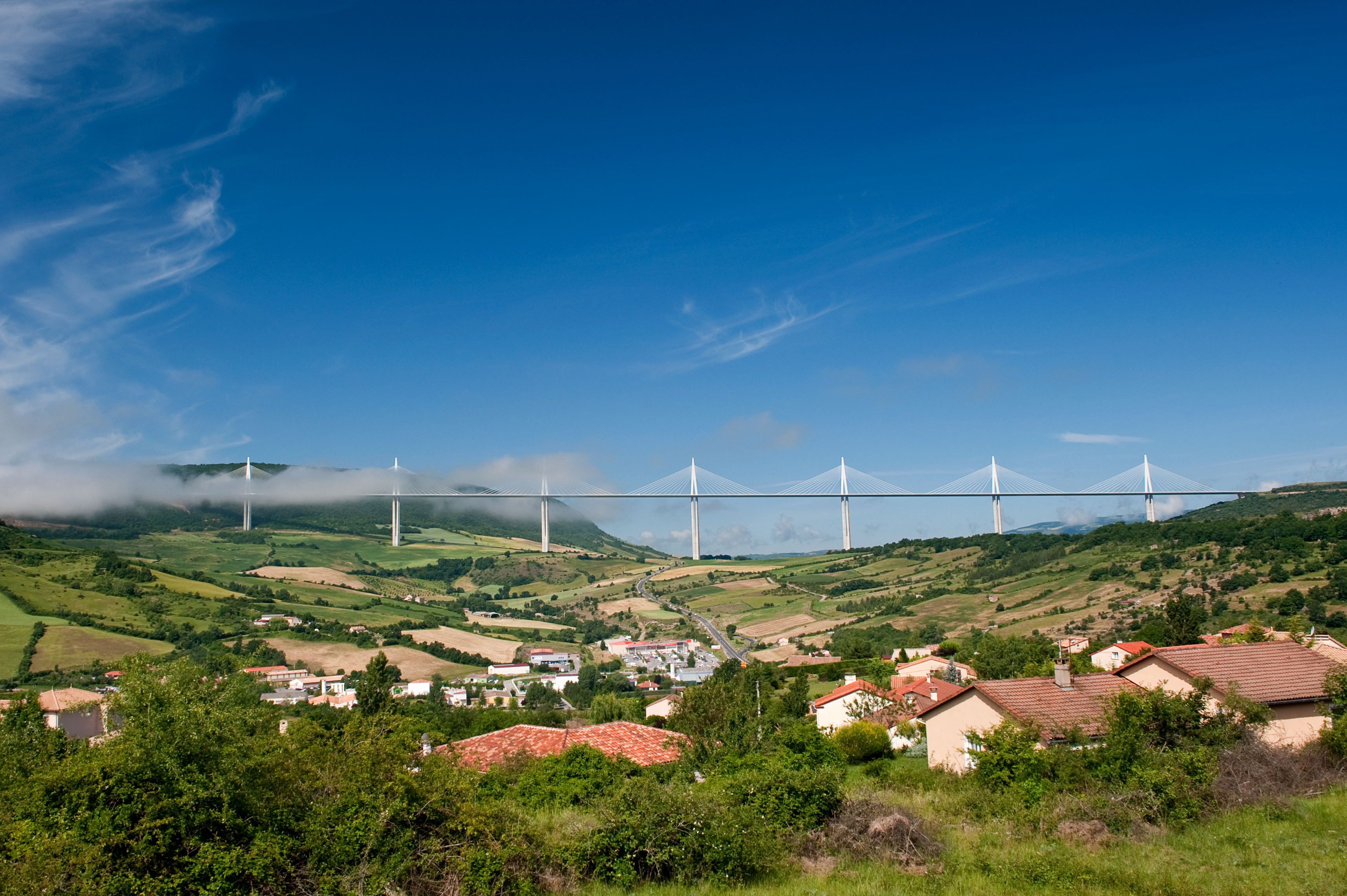
Le village et le viaduc.

### Milieux naturels et biodiversité

#### Espaces protégés

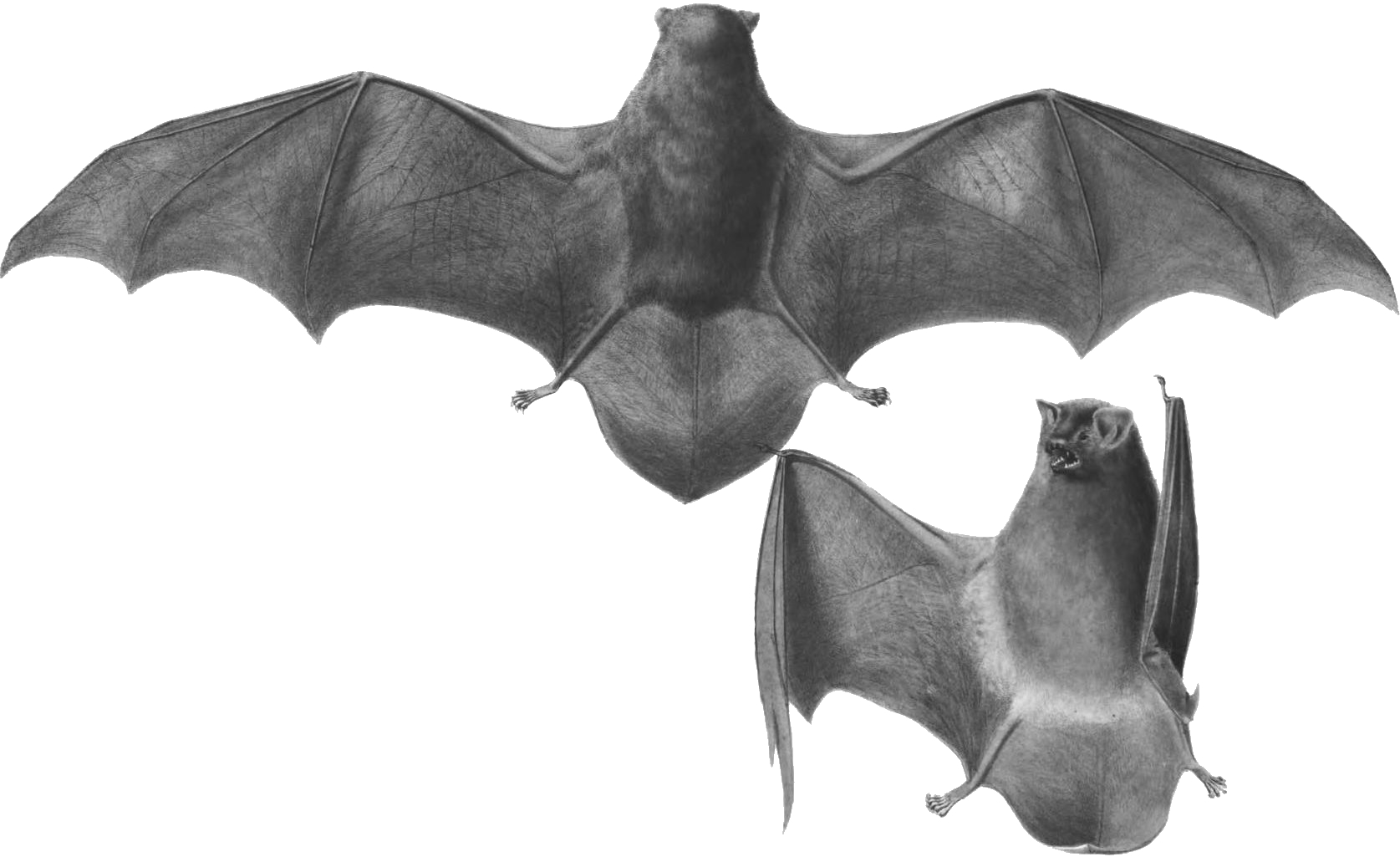
Minioptère de Schreibers, espèce protégée, présente dans la Grotte du Boundoulaou.

La protection réglementaire est le mode d’intervention le plus fort pour préserver des espaces naturels remarquables et leur biodiversité associée.
Dans ce cadre, la commune fait partie d'un espace protégé, le Parc naturel régional des Grands Causses, créé en 1995 et d'une superficie de 327 937 ha, s'étend sur 97 communes. Ce territoire rural habité, reconnu au niveau national pour sa forte valeur patrimoniale et paysagère, s’organise autour d’un projet concerté de développement durable, fondé sur la protection et la valorisation de son patrimoine,,.
Un autre espace protégé est présent sur la commune : 
La Grotte du Boundoulaou, objet d'un arrêté préfectoral de protection de biotope, d'une superficie de 0,2 ha. D’intérêt régional majeur, connue de longue date, la grotte abrite une colonie de plusieurs milliers de chauves-souris, Minioptères de Schreibers et Grands Murins en particulier. De là son statut de protection, attribué en 1992. Depuis, le site que forment le cirque et la grotte du Boundoulaou a été intégré au réseau des zones spéciales de conservation (ZSC) Natura 2000.

#### Sites Natura 2000

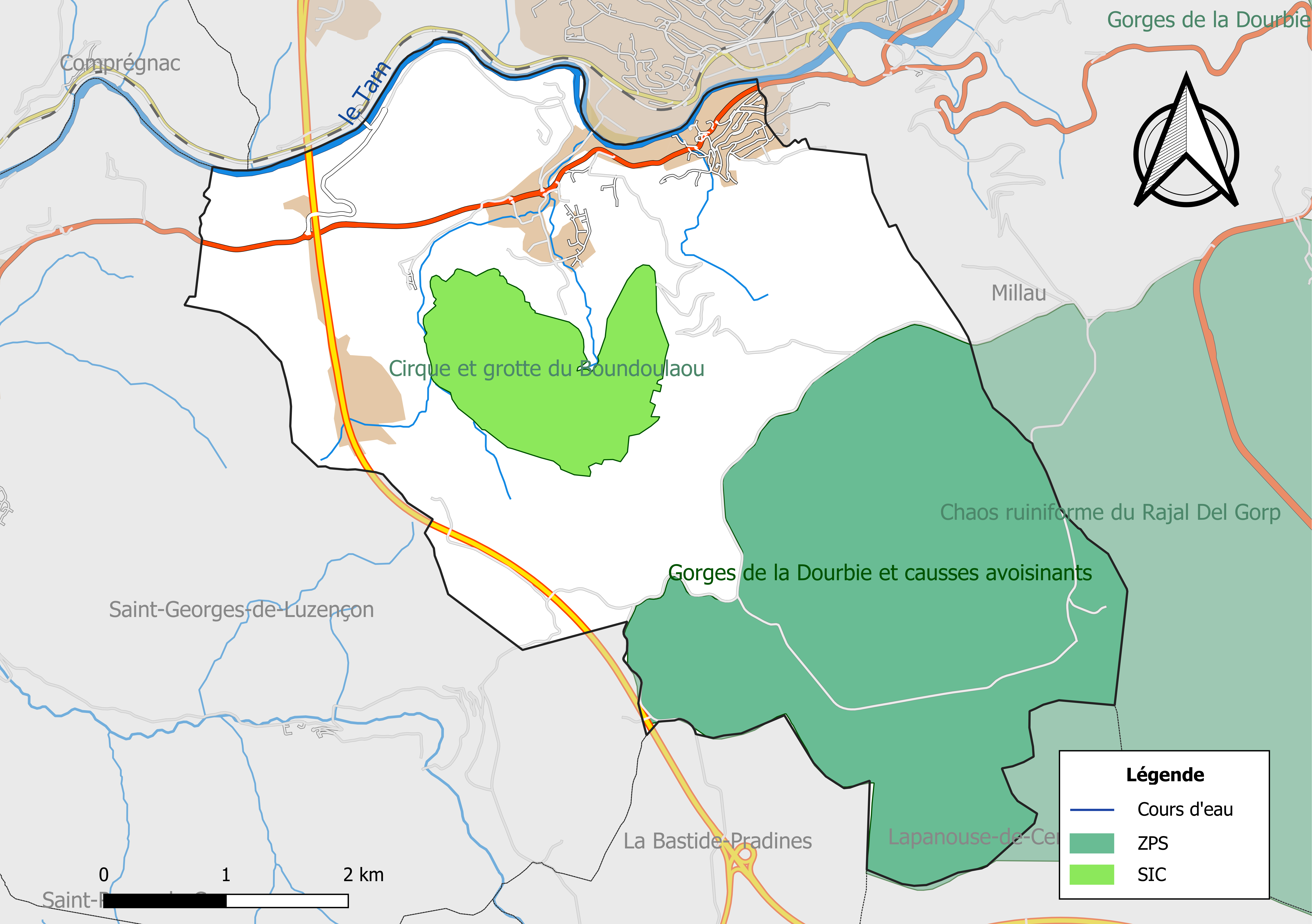
Sites Natura 2000 sur le territoire communal.

Le réseau Natura 2000 est un réseau écologique européen de sites naturels d’intérêt écologique élaboré à partir des Directives « Habitats » et « Oiseaux ». Ce réseau est constitué de Zones spéciales de conservation (ZSC) et de Zones de protection spéciale (ZPS). Dans les zones de ce réseau, les États Membres s'engagent à maintenir dans un état de conservation favorable les types d'habitats et d'espèces concernés, par le biais de mesures réglementaires, administratives ou contractuelles.
Un site Natura 2000 a été défini sur la commune au titre de la « directive Habitats » : 
- le site « Cirque et grotte du Boundoulaou », d'une superficie de 223 ha, se situe en bordure du causse du Larzac, dans la vallée du Tarn. Il est réputé pour ses cascades et englobe les versants (ubacs) du Causse, une partie du plateau en bordure de la falaise, le Puech de Fayssel à la même altitude que le Causse (alt. 710m), ainsi qu'une zone plane dans la vallée au pied du versant (alt. 400m)[21] ;

et un au titre de la « directive Oiseaux » :
- les « Gorges de la Dourbie et causses avoisinants », d'une superficie de 28 057 ha sur 13 communes dont 8 dans l'Aveyron et 5 dans le Gard, qui comprennent une grande partie du causse Noir, du causse du Larzac et du causse Bégon, ainsi que les gorges qui les séparent. Dix-sept espèces de l'annexe 1 se reproduisent sur le site, parmi lesquelles huit espèces de rapaces[22].

#### Zones naturelles d'intérêt écologique, faunistique et floristique
L’inventaire des zones naturelles d'intérêt écologique, faunistique et floristique (ZNIEFF) a pour objectif de réaliser une couverture des zones les plus intéressantes sur le plan écologique, essentiellement dans la perspective d’améliorer la connaissance du patrimoine naturel national et de fournir aux différents décideurs un outil d’aide à la prise en compte de l’environnement dans l’aménagement du territoire.
Le territoire communal de Creissels comprend trois ZNIEFF de type 1, : 
- le « Causse du Larzac occidental » (7 036 ha), couvrant 6 communes du département[24]
- le « Cirque de Boundoulaou » (527,7 ha), couvrant 2 communes du département[25];
- la « Rivière Tarn (partie Aveyron) » (2 381 ha), couvrant 41 communes dont 25 dans l'Aveyron et 16 dans le Tarn[26]

et deux ZNIEFF de type 2, : 
- le « Causse du Larzac » (50 424 ha), qui s'étend sur 23 communes dont 21 dans l'Aveyron et 2 dans l'Hérault[27];
- la « Vallée du Tarn, amont » (36 322 ha), qui s'étend sur 57 communes dont 31 dans l'Aveyron, 1 dans la Lozère et 25 dans le Tarn[28].

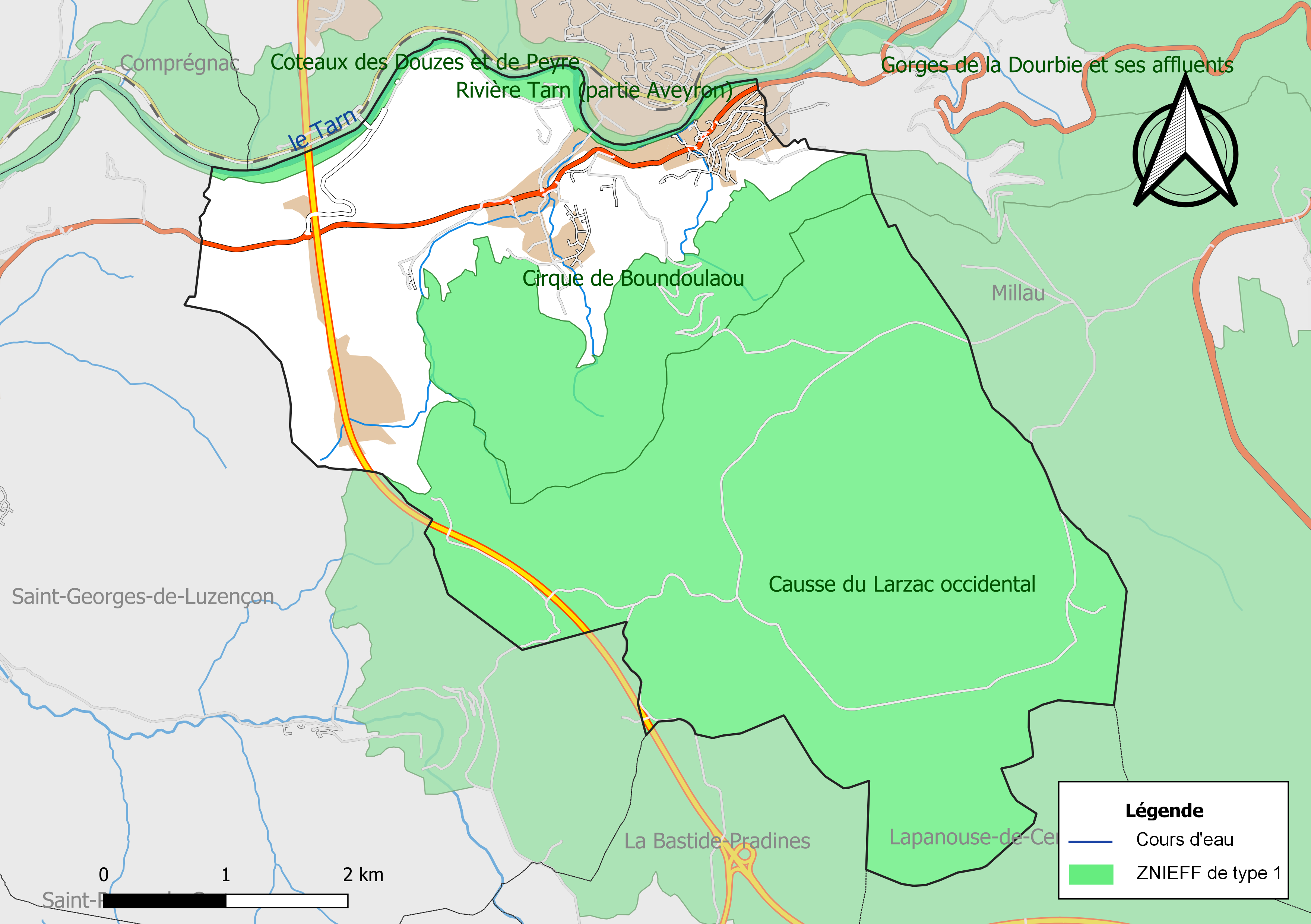
Carte des ZNIEFF de type 1 de la commune.
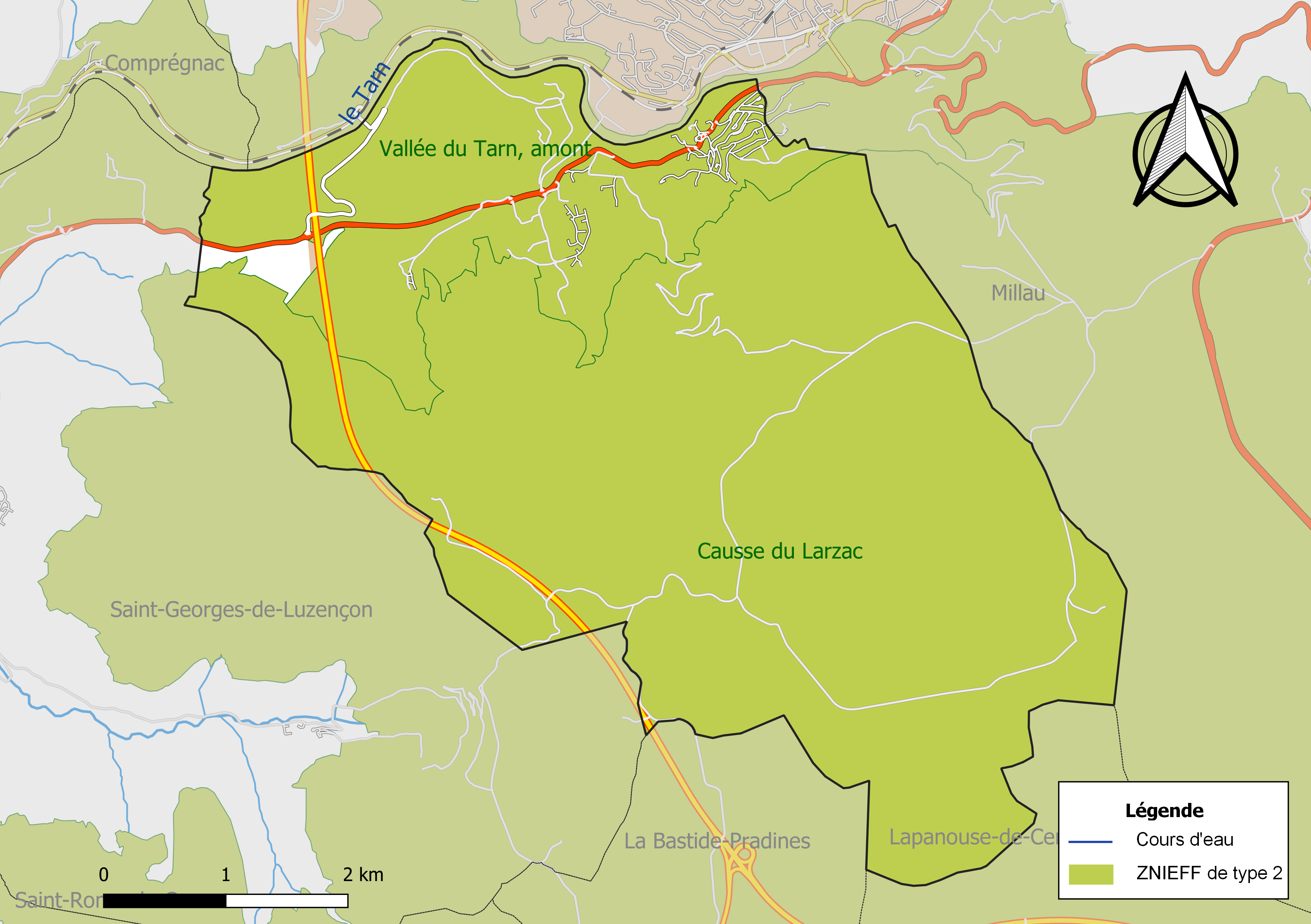
Carte des ZNIEFF de type 2 de la commune.

## Urbanisme

### Typologie
Creissels est une commune urbaine,. Elle fait en effet partie des communes denses ou de densité intermédiaire, au sens de la grille communale de densité de l'Insee,.
Elle appartient à l'unité urbaine de Millau, une agglomération intra-départementale regroupant 2 communes et 23 423 habitants en 2022, dont elle est une commune de la banlieue,.
Par ailleurs la commune fait partie de l'aire d'attraction de Millau, dont elle est une commune de la couronne. Cette aire, qui regroupe 23 communes, est catégorisée dans les aires de moins de 50 000 habitants,.

### Occupation des sols

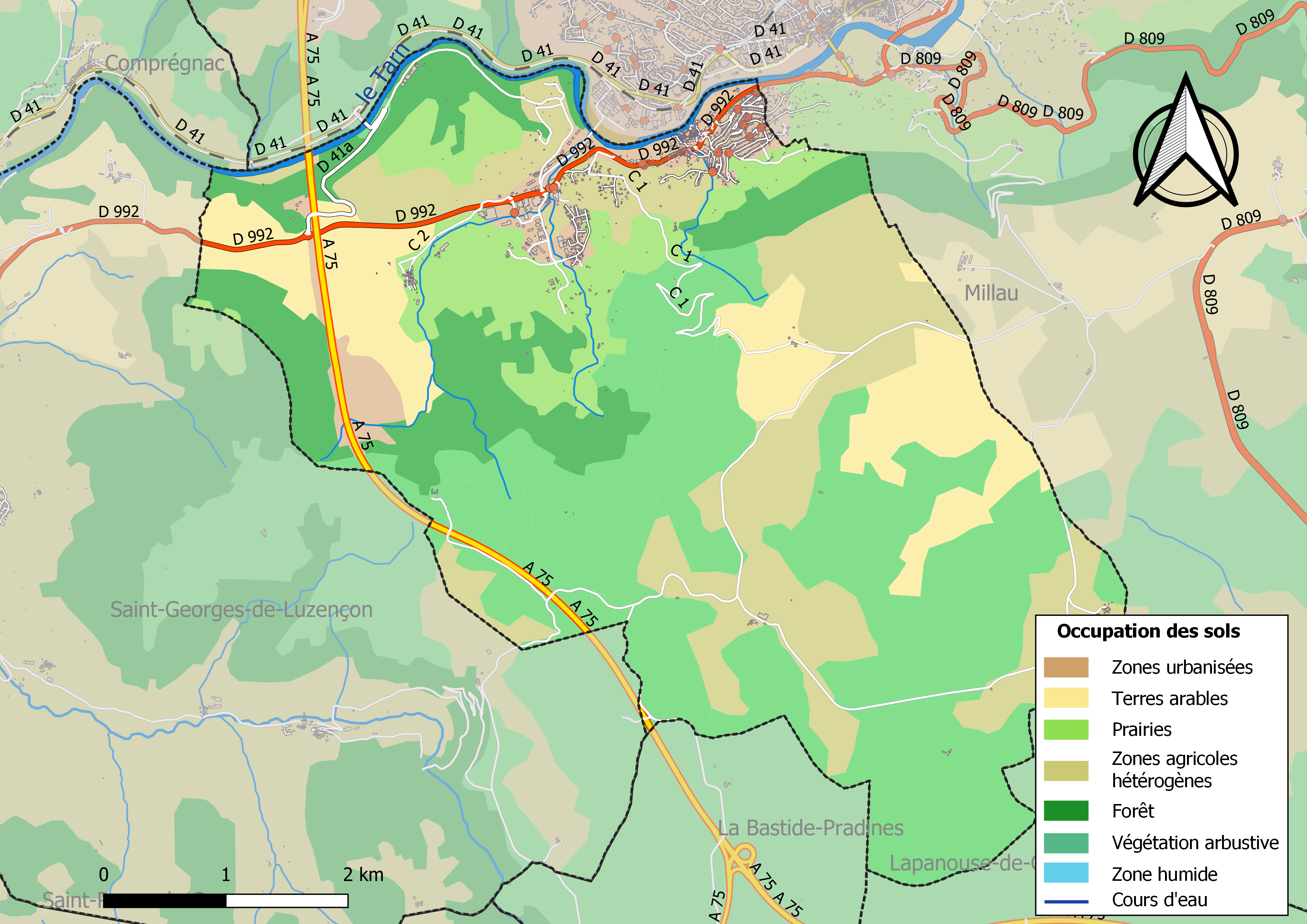
Infrastructures et occupation des sols de la commune de Creissels.

L'occupation des sols de la commune, telle qu'elle ressort de la base de données européenne d’occupation biophysique des sols Corine Land Cover (CLC), est marquée par l'importance des forêts et milieux semi-naturels (50,7 % en 2018), en augmentation par rapport à 1990 (48,6 %). La répartition détaillée en 2018 est la suivante : 
milieux à végétation arbustive et/ou herbacée (37,5 %), zones agricoles hétérogènes (21,4 %), forêts (13,2 %), terres arables (12,4 %), prairies (9,2 %), zones industrielles ou commerciales et réseaux de communication (3,5 %), zones urbanisées (2,9 %).

### Planification
La loi SRU du 13 décembre 2000 a incité fortement les communes à se regrouper au sein d’un établissement public, pour déterminer les partis d’aménagement de l’espace au sein d’un SCoT, un document essentiel d’orientation stratégique des politiques publiques à une grande échelle. La commune est dans le territoire du SCoT du Parc naturel régional des Grands Causses, approuvé le vendredi 7 juillet 2017 par le comité syndical et mis à l’enquête publique en décembre 2019. La structure porteuse est le Pôle d'équilibre territorial et rural du PNR des Grands Causses, qui associe huit communautés de communes, notamment la communauté de communes de Millau Grands Causses, dont la commune est membre.
La commune disposait en 2017 d'un plan local d'urbanisme en révision. Le zonage réglementaire et le règlement associé peuvent être consultés sur le Géoportail de l'urbanisme.

### Risques majeurs
Le territoire de la commune de Creissels est vulnérable à différents aléas naturels : inondations, climatiques (hiver exceptionnel ou canicule), feux de forêts et séisme (sismicité faible).
Il est également exposé à un risque technologique, le transport de matières dangereuses, et à deux risques particuliers, les risques radon et minier,.

#### Risques naturels

Zones inondables de la commune de Creissels.

Certaines parties du territoire communal sont susceptibles d’être affectées par le risque d’inondation par débordement du Tarn. Les dernières grandes crues historiques, ayant touché plusieurs parties du département, remontent aux 3 et 4 décembre 2003 (dans le bassin du Lot, de l'Aveyron, du Viaur et du Tarn) et au 28 novembre 2014 (bassins de la Sorgues et du Dourdou). Ce risque est pris en compte dans l'aménagement du territoire de la commune par le biais du Plan de prévention du risque inondation (PPRI) Tarn amont 2, approuvé le 26 janvier 2011.
Le Plan départemental de protection des forêts contre les incendies découpe le département de l’Aveyron en sept « bassins de risque » et définit une sensibilité des communes à l’aléa feux de forêt (de faible à très forte). La commune est classée en sensibilité forte.
Les mouvements de terrains susceptibles de se produire sur la commune sont soit des mouvements liés au retrait-gonflement des argiles, soit des effondrements liés à des cavités souterraines. Le phénomène de retrait-gonflement des argiles est la conséquence d'un changement d'humidité des sols argileux. Les argiles sont capables de fixer l'eau disponible mais aussi de la perdre en se rétractant en cas de sécheresse. Ce phénomène peut provoquer des dégâts très importants sur les constructions (fissures, déformations des ouvertures) pouvant rendre inhabitables certains locaux. La carte de zonage de cet aléa peut être consultée sur le site de l'observatoire national des risques naturels Géorisques. Une autre carte permet de prendre connaissance des cavités souterraines localisées sur la commune,.

#### Risques technologiques
Le risque de transport de matières dangereuses sur la commune est lié à sa traversée par une route à fort trafic. Un accident se produisant sur une telle infrastructure est en effet susceptible d’avoir des effets graves au bâti ou aux personnes jusqu’à 350 m, selon la nature du matériau transporté. Des dispositions d’urbanisme peuvent être préconisées en conséquence.

#### Risques particuliers
La commune est concernée par le risque minier, principalement lié à l’évolution des cavités souterraines laissées à l’abandon et sans entretien après l’exploitation des mines.
Dans plusieurs parties du territoire national, le radon, accumulé dans certains logements ou autres locaux, peut constituer une source significative d’exposition de la population aux rayonnements ionisants. Toutes les communes du département sont concernées par le risque radon à un niveau plus ou moins élevé. Selon le dossier départemental des risques majeurs du département établi en 2013, la commune de Creissels est classée à risque faible avec facteurs géologiques. Un décret du 4 juin 2018 a modifié la terminologie du zonage définie dans le code de la santé publique et a été complété par un arrêté du 27 juin 2018 portant délimitation des zones à potentiel radon du territoire français. La commune est désormais en zone 2, à savoir zone à potentiel radon faible mais sur lesquelles des facteurs géologiques particuliers peuvent faciliter le transfert du radon vers les bâtiments.

## Histoire
De nombreux vestiges (poteries, monnaies, bijoux, etc.) montrent que la commune est occupée depuis le chalcolithique et à l'époque gallo-romaine.
Au IXe siècle un certain Leutade possède la viguerie qui appartient au XIIIe siècle à la famille de Roquefeuil vicomtes de Creyssel, puis celle-ci passe par alliances en 1230 à la famille de Rodez. Henri II fait construire le château et l'habite. De 1283 à 1403, il appartient aux vicomtes d'Armagnac, jusqu'à confiscation par le roi qui réunit la viguerie à la couronne. Le château avec la simple seigneurie sans la haute justice, appartient ensuite aux Montcalm, d'Alençon, d'Albret et Vendôme, Crozat, puis de Gualy.
En août et septembre 1628, durant les rébellions huguenotes, Creissels est assiégée par le chef huguenot duc de Rohan. La ville sera sauvée par les troupes catholiques du prince de Condé.
En 1814, le château de Creissels est détruit au 2/3 par les flammes.

## Politique et administration

### Découpage territorial
La commune de Creissels est membre de la communauté de communes de Millau Grands Causses, un établissement public de coopération intercommunale (EPCI) à fiscalité propre créé le 27 décembre 1999 dont le siège est à Millau. Ce dernier est par ailleurs membre d'autres groupements intercommunaux.
Sur le plan administratif, elle est rattachée à l'arrondissement de Millau, au département de l'Aveyron et à la région Occitanie. Sur le plan électoral, elle dépend du  canton de Millau-1 pour l'élection des conseillers départementaux, depuis le redécoupage cantonal de 2014 entré en vigueur en 2015, et de la troisième circonscription de l'Aveyron  pour les élections législatives, depuis le dernier découpage électoral de 2010.

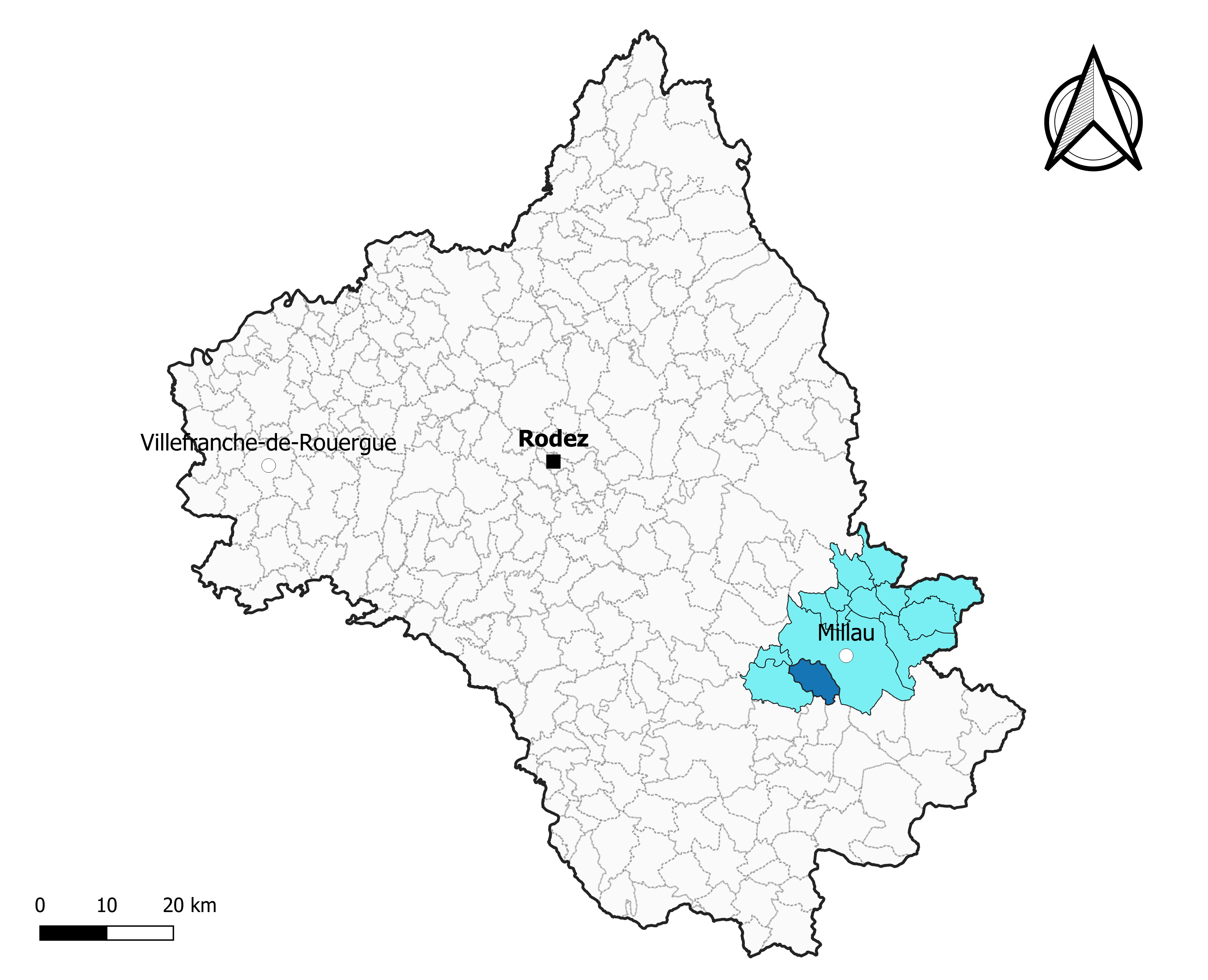
Creissels dans l'intercommunalité en 2020.
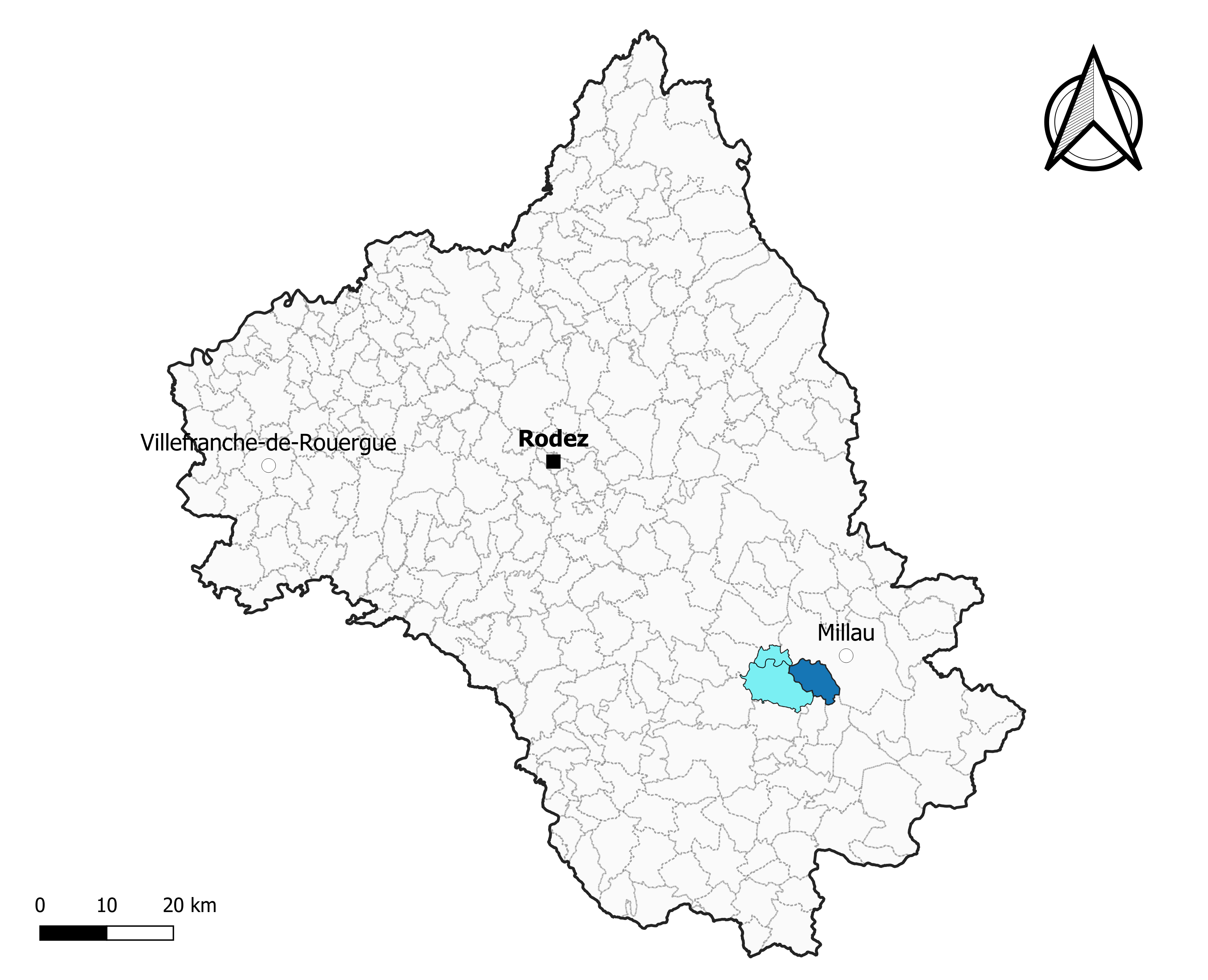
Creissels dans le canton de Millau-1 en 2020.
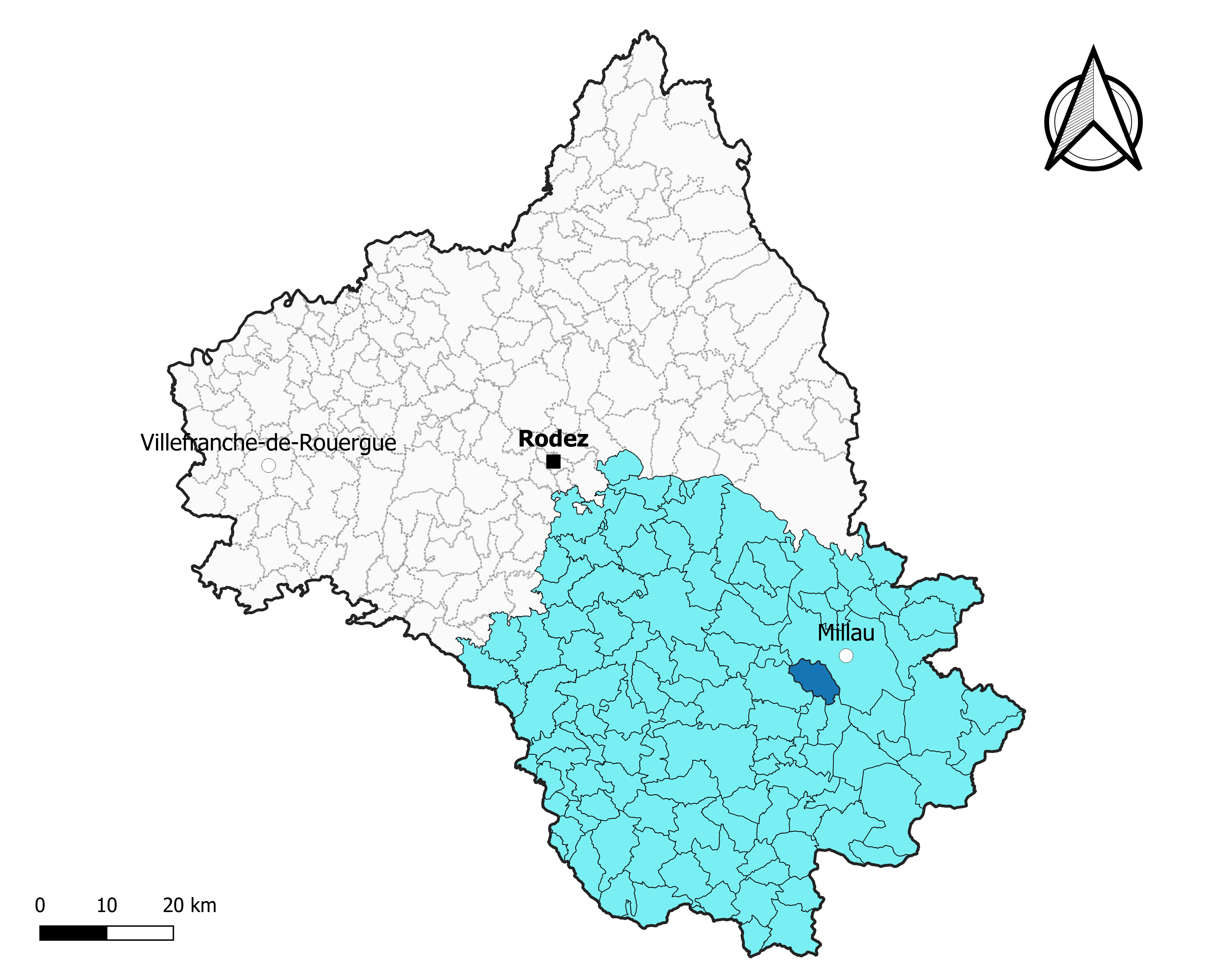
Creissels dans l'arrondissement de Millau en 2020.

### Élections municipales et communautaires

#### Élections de 2020
| Tête de liste     | Suffrages | Pourcentage | CM | CC |
| ----------------- | --------- | ----------- | -- | -- |
| Jean-Louis Calvet | 396       | 51,76 %     | 15 | 3  |
| Roland Belet      | 369       | 48,23 %     | 4  | 1  |

Le conseil municipal de Creissels, commune de plus de 1 000 habitants, est élu au scrutin proportionnel de liste à deux tours (sans aucune modification possible de la liste), pour un mandat de six ans renouvelable. Compte tenu de la population communale, le nombre de sièges à pourvoir lors des élections municipales de 2020 est de 19. Les dix-neuf conseillers municipaux sont élus au premier tour avec un taux de participation de 59,21 %, se répartissant en quinze issus de la liste conduite par Jean-Louis Calvet et quatre issus de celle de Roland Belet.
Jean-Louis Calvet est élu nouveau maire de la commune le 26 mai 2020.
Les quatre sièges attribués à la commune au sein du conseil communautaire de la communauté de communes de Millau Grands Causses se répartissent en : liste de Jean-Louis Calvet (3) et liste de Roland Belet (1).

#### Liste des maires
| Période                                  | Période              | Identité          | Étiquette | Qualité           |
| ---------------------------------------- | -------------------- | ----------------- | --------- | ----------------- |
| Les données manquantes sont à compléter. |                      |                   |           |                   |
| 1945                                     | ?                    | Alphonse Bernad   |           | Syndicaliste CFTC |
| 1977                                     | 2008                 | Pierre Garlenc    | -         | -                 |
| 2008                                     | janvier 2020 (Décès) | Thierry Terral    | DVG       | Fonctionnaire     |
| 2020                                     | juin 2020            | Roland Belet      | SE        |                   |
| juin 2020                                | En cours             | Jean-Louis Calvet |           | Ancien cadre      |

## Démographie
L'évolution du nombre d'habitants est connue à travers les recensements de la population effectués dans la commune depuis 1793. Pour les communes de moins de 10 000 habitants, une enquête de recensement portant sur toute la population est réalisée tous les cinq ans, les populations de référence des années intermédiaires étant quant à elles estimées par interpolation ou extrapolation. Pour la commune, le premier recensement exhaustif entrant dans le cadre du nouveau dispositif a été réalisé en 2005.

En 2022, la commune comptait 1 564 habitants, en évolution de −2,07 % par rapport à 2016 (Aveyron : +0,37 %, France hors Mayotte : +2,11 %).
| 1793 | 1800 | 1806 | 1821 | 1831 | 1836 | 1841 | 1846 | 1851 |
| ---- | ---- | ---- | ---- | ---- | ---- | ---- | ---- | ---- |
| 420  | 493  | 296  | 644  | 654  | 651  | 637  | 668  | 693  |

| 1856 | 1861 | 1866 | 1872 | 1876 | 1881 | 1886 | 1891 | 1896 |
| ---- | ---- | ---- | ---- | ---- | ---- | ---- | ---- | ---- |
| 642  | 700  | 714  | 730  | 800  | 752  | 734  | 695  | 730  |

| 1901 | 1906 | 1911 | 1921 | 1926 | 1931 | 1936 | 1946 | 1954 |
| ---- | ---- | ---- | ---- | ---- | ---- | ---- | ---- | ---- |
| 790  | 778  | 724  | 651  | 655  | 625  | 581  | 611  | 725  |

| 1962 | 1968 | 1975  | 1982  | 1990  | 1999  | 2005  | 2006  | 2010  |
| ---- | ---- | ----- | ----- | ----- | ----- | ----- | ----- | ----- |
| 837  | 936  | 1 291 | 1 326 | 1 401 | 1 501 | 1 487 | 1 487 | 1 474 |

| 2015  | 2020  | 2022  | - | - | - | - | - | - |
| ----- | ----- | ----- | - | - | - | - | - | - |
| 1 603 | 1 558 | 1 564 | - | - | - | - | - | - |

## Économie

### Revenus
En 2018  (données Insee publiées en septembre 2021), la commune compte 730 ménages fiscaux, regroupant 1 684 personnes. La médiane du revenu disponible par unité de consommation est de 20 520 € (20 640 € dans le département).

### Emploi
| Division       | 2008  | 2013  | 2018  |
| -------------- | ----- | ----- | ----- |
| Commune        | 6,3 % | 6,9 % | 5,3 % |
| Département    | 5,4 % | 7,1 % | 7,1 % |
| France entière | 8,3 % | 10 %  | 10 %  |

En 2018, la population âgée de 15 à 64 ans s'élève à 894 personnes, parmi lesquelles on compte 77,9 % d'actifs (72,6 % ayant un emploi et 5,3 % de chômeurs) et 22,1 % d'inactifs,. En  2018, le taux de chômage communal (au sens du recensement) des 15-64 ans est inférieur à celui de la France et département, alors qu'en 2008 il était supérieur à celui du département et inférieur à celui de la France.
La commune fait partie de la couronne de l'aire d'attraction de Millau, du fait qu'au moins 15 % des actifs travaillent dans le pôle,. Elle compte 416 emplois en 2018, contre 459 en 2013 et 522 en 2008. Le nombre d'actifs ayant un emploi résidant dans la commune est de 660, soit un indicateur de concentration d'emploi de 63 % et un taux d'activité parmi les 15 ans ou plus de 54,8 %.
Sur ces 660 actifs de 15 ans ou plus ayant un emploi, 120 travaillent dans la commune, soit 18 % des habitants. Pour se rendre au travail, 87,9 % des habitants utilisent un véhicule personnel ou de fonction à quatre roues, 1,5 % les transports en commun, 8,4 % s'y rendent en deux-roues, à vélo ou à pied et 2,2 % n'ont pas besoin de transport (travail au domicile).

### Activités hors agriculture

#### Secteurs d'activités
127 établissements sont implantés  à Creissels au 31 décembre 2019. Le tableau ci-dessous en détaille le nombre par secteur d'activité et compare les ratios avec ceux du département,.
| Secteur d'activité                                                                                        | Commune | Commune | Département |
| Secteur d'activité                                                                                        | Nombre  | %       | %           |
| --- | ------- | ------- | ----------- |
| Ensemble                                                                                                  | 127     |         |             |
| Industrie manufacturière, industries extractives et autres                                                | 13      | 10,2 %  | (17,7 %)    |
| Construction                                                                                              | 23      | 18,1 %  | (13 %)      |
| Commerce de gros et de détail, transports, hébergement et restauration                                    | 43      | 33,9 %  | (27,5 %)    |
| Activités financières et d'assurance                                                                      | 3       | 2,4 %   | (3,4 %)     |
| Activités spécialisées, scientifiques et techniques et activités de services administratifs et de soutien | 9       | 7,1 %   | (12,4 %)    |
| Administration publique, enseignement, santé humaine et action sociale                                    | 22      | 17,3 %  | (12,7 %)    |
| Autres activités de services                                                                              | 14      | 11 %    | (7,8 %)     |

Le secteur du commerce de gros et de détail, des transports, de l'hébergement et de la restauration est prépondérant sur la commune puisqu'il représente 33,9 % du nombre total d'établissements de la commune (43 sur les 127 entreprises implantées  à Creissels), contre 27,5 % au niveau départemental.

#### Entreprises
Les cinq entreprises ayant leur siège social sur le territoire communal qui génèrent le plus de chiffre d'affaires en 2020 sont : 
- Macris, hypermarchés (50 357 k€)
- Liants et Bitumes du Sud - LBS, fabrication d'autres produits minéraux non métalliques n.c.a. (1 986 k€)
- Imap SARL, autre imprimerie (labeur) (822 k€)
- Hauteur et Securite, formation continue d'adultes (606 k€)
- Publi Routage Diffusion, photocopie, préparation de documents et autres activités spécialisées de soutien de bureau (584 k€)

L'économie de la commune est caractérisée par une diversité d'entreprises dans des domaines divers. Six exploitations agricoles, présentes sur cette commune, caractérisent une agriculture traditionnelle extensive basée sur l'élevage pour la production laitière de brebis destinée à l'élaboration des fromages de Roquefort, Pérail, tome et pour la production de veaux et agneaux destinés à l'engraissement. Une diversification existe tournée vers le tourisme rural.

### Agriculture
|               | 1988  | 2000  | 2010  | 2020  |
| ------------- | ----- | ----- | ----- | ----- |
| Exploitations | 15    | 13    | 8     | 8     |
| SAU (ha)      | 1 956 | 1 867 | 1 644 | 1 502 |

La commune est dans les Grands Causses, une petite région agricole occupant le sud-est du département de l'Aveyron. En 2020, l'orientation technico-économique de l'agriculture  sur la commune est l'élevage d'ovins ou de caprins. Huit exploitations agricoles ayant leur siège dans la commune sont dénombrées lors du recensement agricole de 2020 (15 en 1988). La superficie agricole utilisée est de 1 502 ha,,.

## Culture locale et patrimoine

### Lieux et monuments
- La ferme de Bel-Air inscrite au titre des monuments historiques en 1994[67], architecture typique des fermes du Larzac : les bâtiments se déploient en U autour d'une cour rectangulaire.
- Le château de Creissels qui appartenait à la famille de Roquefeuil vicomtes de Creyssel durant le haut Moyen Âge passa par alliances aux comtes de Rodez.
- Plusieurs phénomènes karstiques remarquables dont la grotte du Boundoulaou dans le cirque du même nom et l'aven Bob dans les Hautes Combes.
- Les cascades visibles dans le bourg.
- La cascade de l'Homède.
- Le cimetière ancien où certaines tombes, creusées dans le tuf, ont leurs contours qui épousent la forme du corps.
- Cinq des sept piles du Viaduc de Millau sont construites sur le territoire de la commune.
- Un aqueduc est visible sur la place du bourg.
- Église Saint-Julien de Creissels.

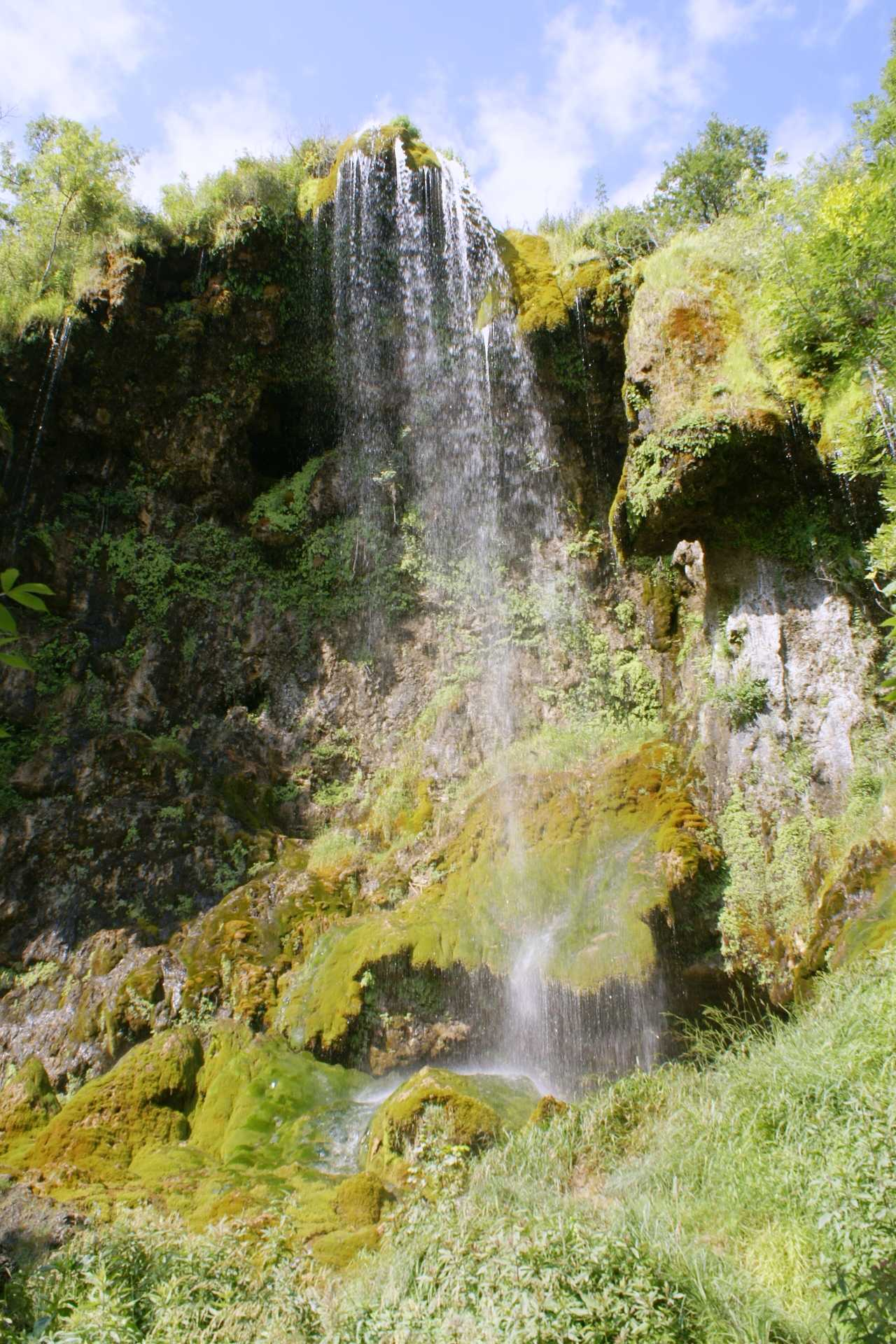
Cascade dans les tufs.
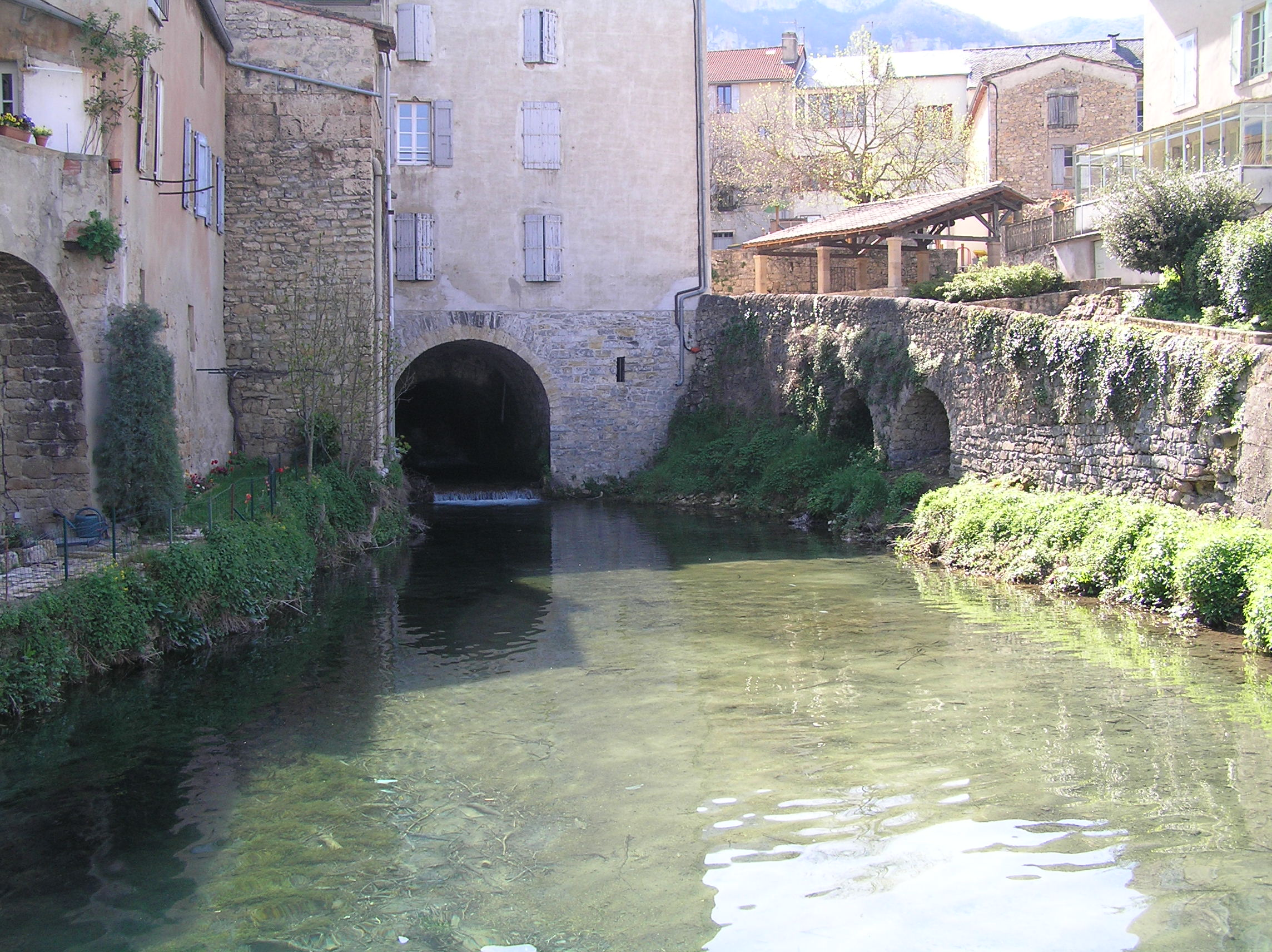
Le plan d'eau de la Fontaine.
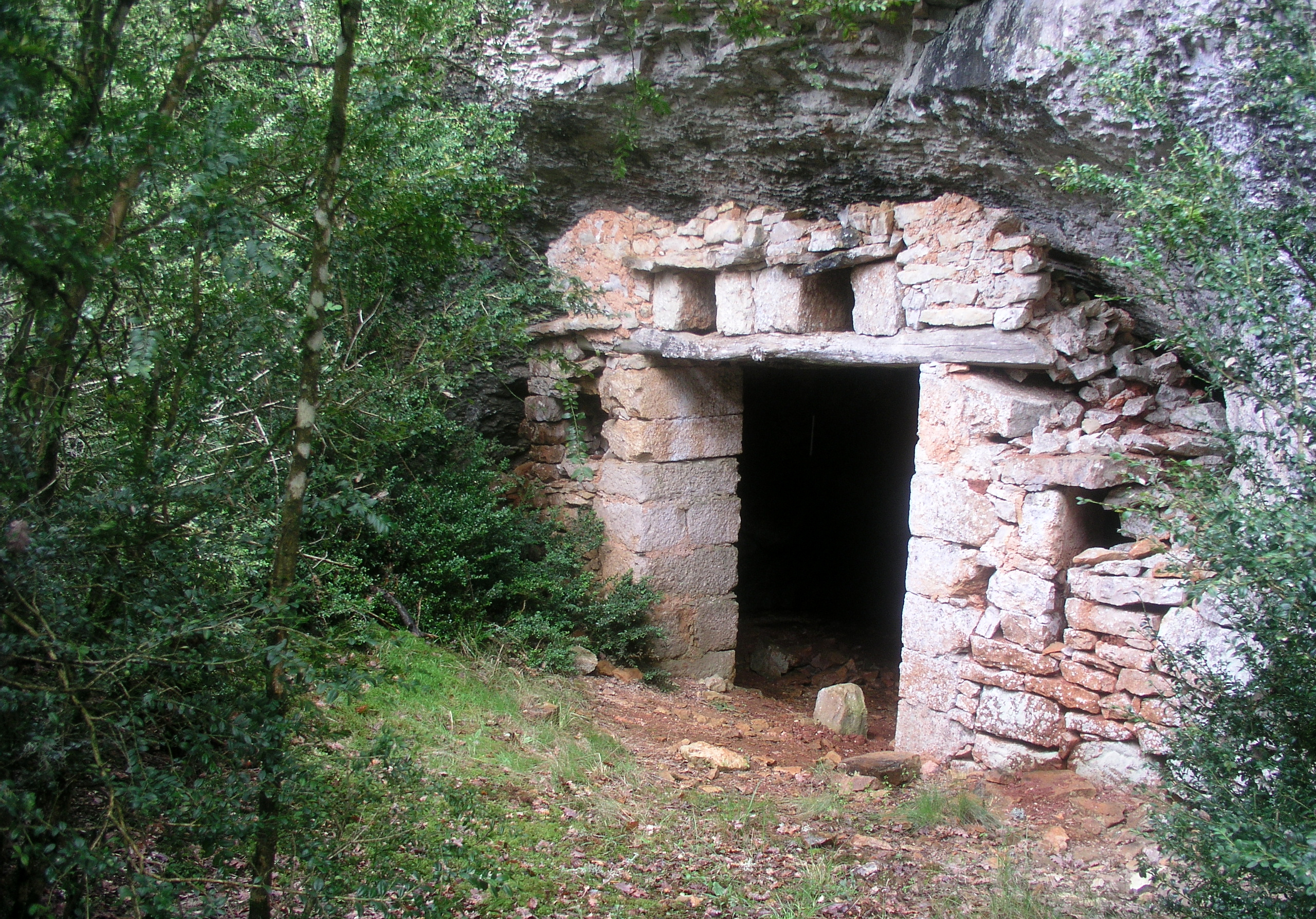
Cave fromagère d'Issis.
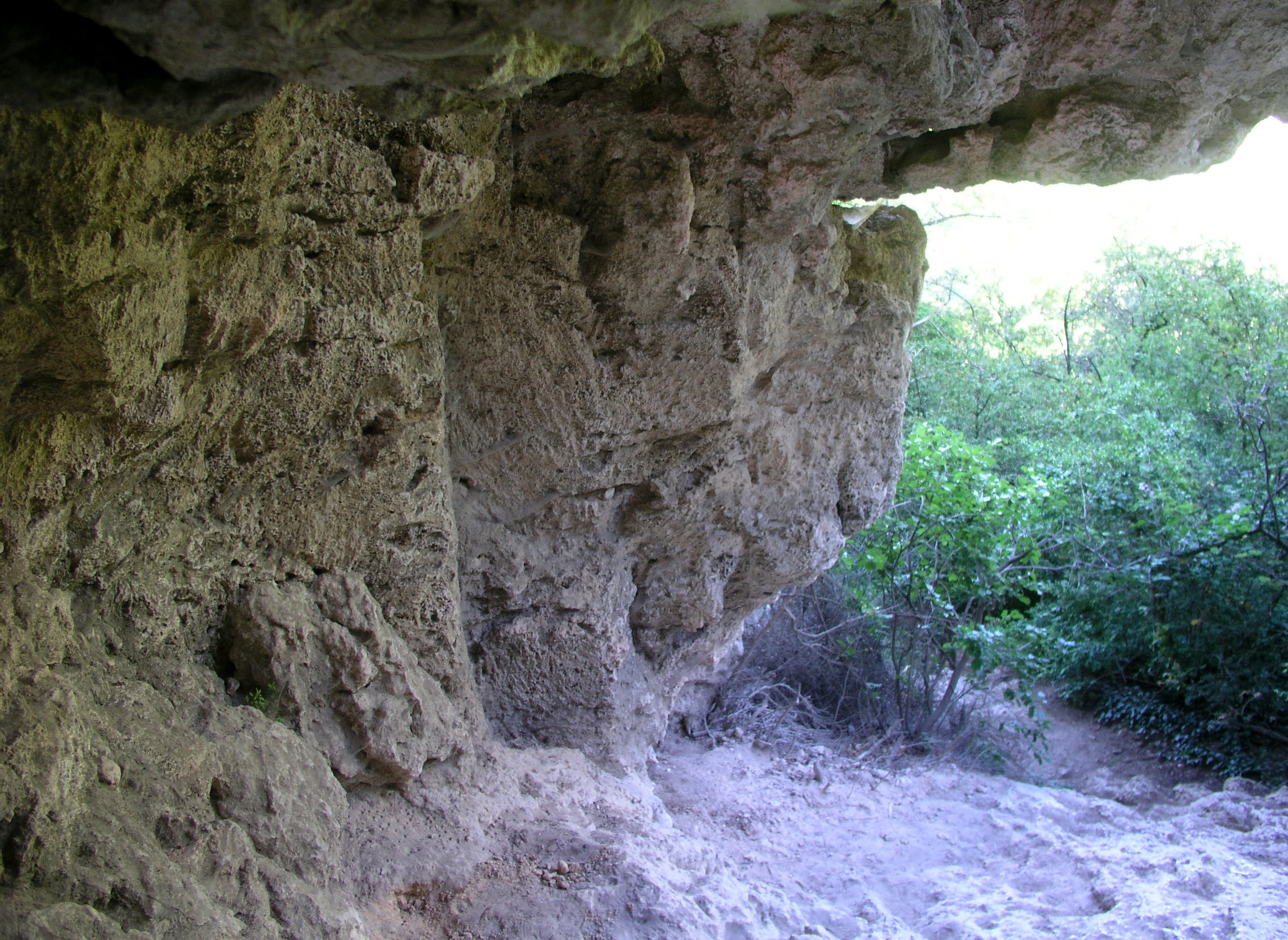
Ancienne carrière de tuf près de la cascade de l'Homède.
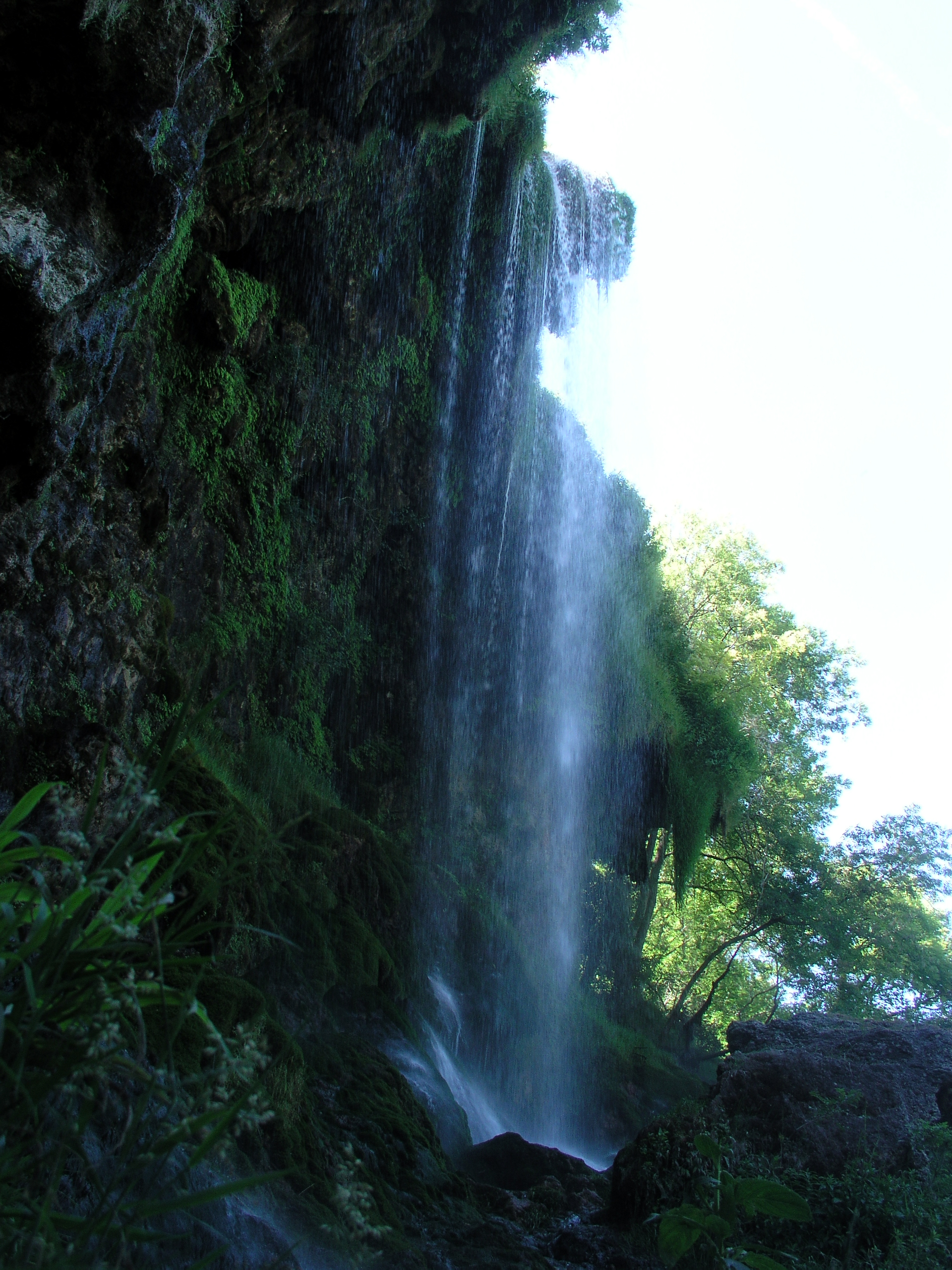
Cascade de l'Homède.

### Héraldique
| Blason de la commune de Creissels | Les armes de la commune de Creissels se blasonnent ainsi : D’azur au lion d’or, à la bordure en filet d’argent. |